# 蒲池村
蒲池村（かまちむら）は、福岡県三潴郡にあった村。現在の柳川市の一部。

## 地理
花宗川と太田川の間の低湿地帯に位置していた。

## 歴史
- 1889年（明治22年）4月1日 - 町村制の施行により、三潴郡蒲生村、立石村、高島村、金納村、矢加部村、東蒲池村、西蒲池村が合併して村制施行し、蒲池村が発足[2][3]。
- 1955年（昭和30年）1月1日 - 柳川市に編入され廃止[2][3]。